# Alpherakya sarta
Plebejus sarta is een vlinder uit de familie van de Lycaenidae. De wetenschappelijke naam van de soort is voor het eerst gepubliceerd in 1882 door Sergei Alphéraky.
De soort komt voor in Oezbekistan, Kirgizië en Tibet.